# Hochvernaglwand
Die Hochvernaglwand ist ein 3435 m hoher Berg in den Ötztaler Alpen. Er befindet sich genau auf der Grenze zwischen dem österreichischen Bundesland Tirol und der italienischen Provinz Südtirol. 

## Lage und Umgebung
Die Hochvernaglwand ist Teil des Weißkamms der Ötztaler Alpen. Nördlich der Hochvernaglwand erstreckt sich der Gepatschferner, dessen Gletscherfläche der Gipfel kaum überragt. Gegen Süden hingegen zum Hintereisferner präsentiert sich der Berg als steile Felsmauer. Die nächstgelegenen Gipfel im Weißkamm sind im Nordosten die Hintere Hintereisspitze (3485 m) und im Südwesten der Vernagl (3355 m) sowie, getrennt durch das Langtauferer Joch, die Langtauferer Spitze (3528 m).

## Alpinismus
Die Erstbesteigung der Hochvernaglwand wird Franz Senn zugeschrieben, der am 20. Juli 1870 zusammen mit dem Berliner Professor Dr. Scholz und dem Führer Josef Gstrein den Gipfel erreichte. Der Normalweg ist eine unschwierige Gletscherwanderung vom Gepatschferner über sanft ansteigenden Firn zum Gipfel. Nahe gelegene Stützpunkte für Bergsteiger sind das Brandenburger Haus im Nordosten und die Weißkugelhütte im Westen.